# Yelena Dembo
Yelena Dembo (Penza, Rússia, 8 de desembre de 1983) és una jugadora d'escacs grega, que té els títols de Mestra Internacional i Gran Mestra Femenina. També és professora i escriptora d'escacs.

## Antecedents familiars
Nascuda a Rússia el 1983, Dembo va començar a llegir quan tenia dos anys i mig i als tres anys i nou mesos va jugar per primera vegada en un torneig d'escacs per nois menors de dotze anys, cosa que li va permetre obtenir ja rànquing.
La mare de Dembo, Nadezhda Fokina és una mestra d'esports de l'URSS en escacs, lingüista, periodista d'escacs i entrenadora. En el passat, havia guanyat medalles d'or i plata als campionats d'escacs de l'URSS per edats i va ser campiona de Rússia a nivell sub 20 el 1967. També va jugar per Israel a l'Olimpíada d'escacs de 1992 a Manila, Filipines. El pare de Dembo és pianista professional, que es va graduar a l'Acadèmia de Música de Leningrad, i també és entrenador d'escacs, periodista i psicòleg. Ha estat el seu entrenador des que tenia tres anys.
Als set anys, la seva família va emigrar a Israel i la jove Dembo va ser campiona femenina d'Israel cinc vegades en categories per edats, inclosa una en la categoria sub 20.

## Jugadora i entrenadora d'escacs
Gran part del seu temps el dedica treballant com a entrenadora d'escacs. Els seus pares van crear una acadèmia d'escacs.
Mentre vivia a Hongria entre 2001 i 2003, va guanyar el Campionat d'Hongria femení. Va esdevenir gran mestra (WGM) quan tenia disset anys, i mestra internacional (IM) als dinou anys. A finals de 2003 es va traslladar a Atenes, Grècia, on es va casar amb Sotiris Logothetis el 2004.
Té vuit medalles de campionats mundials i europeus, inclosa la medalla d'or del Campionat d'Europa de ràpides de 2002 femení sub-20, a Novi Sad i, sobretot, la medalla de bronze al Campionat d'Europa individual femení (celebrat a Moldàvia el 2005). Al Campionat d'escacs obert individual de la UE de 2008 celebrat a Liverpool, va compartir el premi a lamillor classificada femenina amb Jovanka Houska i Ketevan Arakhamia-Grant.
Dembo ha participat en lligues masculines i femenines dels països següents: Israel, Croàcia, Hongria, Alemanya, Regne Unit, Iugoslàvia, Grècia i Turquia. A les Olimpíades i al Campionat d'Europa d'escacs per equips hi ha representat tant Hongria com Grècia.

## Llibres
També és escriptora sobre escacs i ha produït els següents llibres en anglès per a l'editorial Everyman Chess :
- The Very Unusual Book About Chess
- Conversation with a Professional Trainer - Methods of Positional Play
- Play the Grünfeld, ISBN 978-1-85744-521-3.
- Fighting the Anti-King's Indians: How to Handle White's Tricky Ways of Avoiding the Main Lines, 2008, ISBN 978-1-85744-575-6